# Noël De Pauw
Noël De Pauw (* 25. Juli 1942 in Sint-Denijs-Boekel; † 13. April 2015 in Zaventem) war ein belgischer Radrennfahrer.

## Sportliche Laufbahn
De Pauw war im Straßenradsport aktiv. 1964 wurde er Unabhängiger und 1966 Berufsfahrer im Radsportteam von Rik Van Looy. Er blieb bis 1972 als Radprofi aktiv. Als Amateur gewann er 1962 den Flèche brabançonne amateurs. 1963 holte er Etappensiege in der Österreich-Rundfahrt und in der Belgien-Rundfahrt für Amateure. Dazu gewann er das Rennen Omloop der Vlaamse Gewesten. Bei der nationalen Meisterschaft im Straßenrennen der Amateure wurde er Zweiter. 1964 siegte er im Eintagesrennen Circuit des régions flamandes des indépendants vor Guido Reybrouck. Bei den Straßenradsport-Weltmeisterschaften 1962 wurde er 21. und 1963 14. in den Amateurrennen.
1965 wurde er Berufsfahrer und blieb bis 1972 als Radprofi aktiv. Mehrere Jahre lang war er Domestik für Rik Van Looy, später für Eddy Merckx. 1965 gewann er den Omloop Het Volk und Gent–Wevelgem. 1967 gewann er eine Etappe bei den Quatre Jours de Dunkerque. De Pauw gewann eine Reihe von Rundstreckenrennen und Kriterien in Belgien. Insgesamt kam er auf rund 30 Siege als Profi. In der Tour de France 1965 wurde er 72., 1966 schied er aus. In der Vuelta a España 1965 schied er aus.